# Gyergyói-medence
A Gyergyói-medence (románul: Depresiunea Giurgeului) Romániában, Erdélyben, Hargita megyében, a Görgényi-havasok és a Gyergyói-havasok között, a Maros felső folyásánál fekszik. A Marosfői-hágó (891 m) köti össze a Csíki-medencével, a Pongrác-tető (1256 m) a Békás-patak völgyével, a Ditrói-hágó (1225) a Kis-Beszterce völgyével, a Borszéki-hágó (1102 m) a Borszéki-medencével, a Bucsin-tető (1273 m) a Kis-Küküllő völgyével és a Libán-tető (1000 m) a Nagy-Küküllő völgyével.

## Népessége
A Gyergyói-medencét már a 13. század óta székelyek lakják. Települések a Gyergyói-medencében: Gyergyószentmiklós (21 245 lakos 1999-ben), Gyergyóditró, Gyergyóremete, Gyergyószárhegy, Gyergyóalfalu, Borzont, Gyergyócsomafalva, Gyergyóújfalu, Vasláb, Kilyénfalva, Tekerőpatak, Marosfő.

## Éghajlata

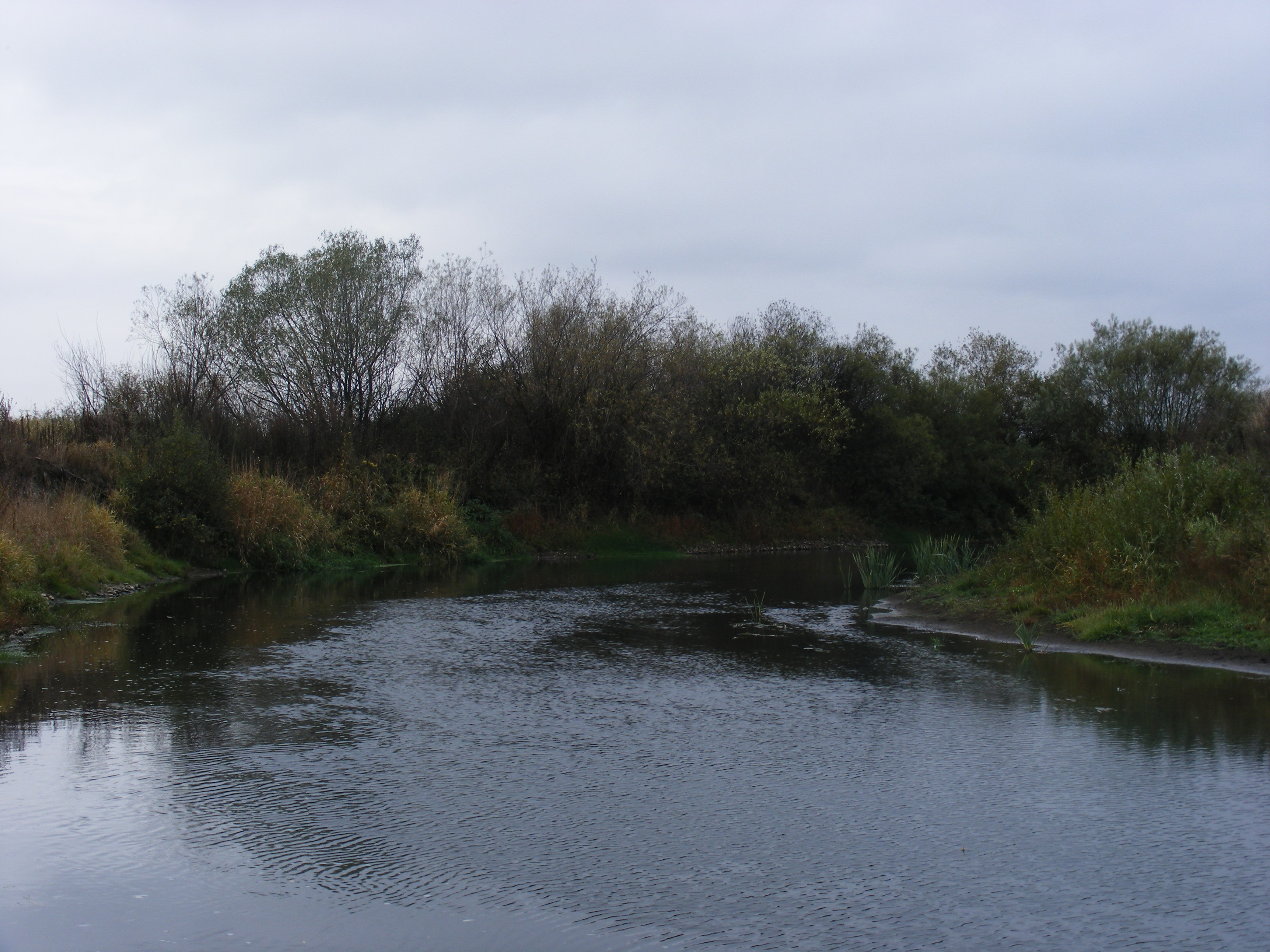
A Maros Ditró mellett

A Gyergyói-medence az egyik leghidegebb hely Erdélyben, a januári átlaghőmérséklet -9 °C-re is lesüllyed. Szinte állandóak a hőinverziók, gyakori a köd, a korai jégképződés és késői tavaszodás. A hideg éghajlatra utal, hogy a fenyvesek a hegyekről egészen a medence aljáig leereszkednek. Az éghajlatra döntő befolyást gyakorol a zárt jelleg és a tengerszint feletti magasság.

## Vízrajza
A medence vizei a Maros vízgyűjtő területéhez tartoznak. A Maros Marosfő határában ered, a Fekete-rez hegy oldalából. A medencében a Maros erősen meanderező árteret alakított ki, ami az alsó-szakasz jellegnek felel meg. A medencét észak-dél irányban szeli át, közben számos bővízű patakot fogad magába.